# Einde van een schaakpartij
Een schaakpartij kan eindigen met winst van wit (1-0), winst van zwart (0-1) of remise (½-½).

## Eindspel met winst
Een partij eindigt met winst van een van beide spelers als:
- De ene speler de ander schaakmat zet.
- Een speler opgeeft. Een bekend gebaar is dat de opgever zijn koning horizontaal legt of aan de tegenstander aanbiedt.
- Een speler de hem toegemeten tijd (hetzij voor een aantal zetten per tijdseenheid, hetzij voor de partij) heeft verbruikt, mits zijn tegenstander hem ooit nog schaakmat zou kunnen zetten (zie hieronder bij 'remise').
- Bij snelschaak een speler een onreglementaire zet uitvoert en de ander dit opmerkt voordat hij zelf een zet doet.
- De arbiter de partij voor een speler verloren verklaart wegens een overtreding van de regels van het schaakspel. Ook het afgaan van een mobiele telefoon geldt als overtreding.

## Eindspel met remise
Een partij eindigt in remise als:
- De spelers dit overeenkomen.
- Een patstelling is ontstaan.
- Een stelling is ontstaan waarin beide spelers elkaar op geen enkele reglementaire wijze mat kunnen zetten (bijvoorbeeld koning en loper tegen koning). Zie Dode stelling.
- Beide spelers al hun tijd verbruikt hebben en niet valt na te gaan bij welke speler dit het eerst het geval was.
- Een van beide spelers al zijn tijd verbruikt heeft, maar zijn tegenstander hem op geen enkele reglementaire wijze mat kan zetten.
- De speler die aan zet is terecht claimt dat voor de derde keer dezelfde stelling op het bord is ontstaan, of gaat ontstaan met dezelfde zetmogelijkheden zoals en passant slaan en rokeren.
- De speler die aan zet is terecht claimt dat er aan de vijftigzettenregel is voldaan, dan wel voldaan zal worden.
- De arbiter een claim volgens artikel 10.2 van de reglementen honoreert. Dit artikel komt erop neer dat, in de periode van de partij waarin alle resterende zetten moeten worden gedaan, een speler die minder dan twee minuten overheeft remise kan claimen als zijn tegenstander geen poging doet op een normale manier te winnen dan wel niet op een normale manier kan winnen. Deze regel geldt niet bij snelschaken.